# Přebor Zlínského kraje 2009/2010
V soubojích 22. ročníku Přeboru Zlínského kraje 2009/10 (jedna ze skupin 5. fotbalové ligy) se utkalo 16 týmů každý s každým dvoukolovým systémem podzim–jaro. Tento ročník začal v sobotu 8. srpna 2009 úvodními šesti zápasy 1. kola a skončil v neděli 20. června 2010 zbývajícími dvěma zápasy odloženého 19. kola.

## Nové týmy v sezoně 2009/10
- Z Divize E 2008/09 sestoupila do Přeboru Zlínského kraje mužstva FC Velké Karlovice + Karolinka a FK Bystřice pod Hostýnem, z Divize D 2008/09 žádné mužstvo.
- Ze skupin I. A třídy Zlínského kraje 2008/09 postoupila mužstva TJ Nedašov (2. místo ve skupině A) a FK Luhačovice (vítěz skupiny B).

## Konečná tabulka
Zdroje: 
| Poř. | Tým                                | Z  | V  | R  | P  | VG | OG | B  |
| ---- | ---------------------------------- | -- | -- | -- | -- | -- | -- | -- |
| 1.   | FC RAK Provodov                    | 30 | 17 | 7  | 6  | 59 | 37 | 58 |
| 2.   | FC Slovácká Sparta Spytihněv       | 30 | 16 | 8  | 6  | 75 | 40 | 56 |
| 3.   | FK Bystřice pod Hostýnem (S)       | 30 | 16 | 3  | 11 | 46 | 34 | 51 |
| 4.   | FC Morkovice                       | 30 | 16 | 3  | 11 | 62 | 54 | 51 |
| 5.   | SFK ELKO Holešov                   | 30 | 15 | 5  | 10 | 62 | 48 | 50 |
| 6.   | TJ Spartak Hluk                    | 30 | 12 | 10 | 8  | 39 | 31 | 46 |
| 7.   | FC Slušovice                       | 30 | 14 | 3  | 13 | 45 | 45 | 45 |
| 8.   | TJ Sokol Kateřinice                | 30 | 13 | 5  | 12 | 51 | 51 | 44 |
| 9.   | FK Luhačovice (N)                  | 30 | 11 | 7  | 12 | 47 | 47 | 40 |
| 10.  | FK Vigantice                       | 30 | 12 | 3  | 15 | 38 | 47 | 39 |
| 11.  | FK Chropyně                        | 30 | 11 | 4  | 15 | 56 | 55 | 37 |
| 12.  | FC Velké Karlovice + Karolinka (S) | 30 | 10 | 5  | 15 | 28 | 40 | 35 |
| 13.  | 1. VFC Rožnov pod Radhoštěm        | 30 | 9  | 7  | 14 | 42 | 64 | 34 |
| 14.  | FC Vsetín                          | 30 | 9  | 5  | 16 | 46 | 63 | 32 |
| 15.  | FK Dobet Ostrožská Nová Ves        | 30 | 9  | 5  | 16 | 35 | 58 | 32 |
| 16.  | TJ Nedašov (N)                     | 30 | 8  | 4  | 18 | 42 | 59 | 28 |

Poznámky:
- Z = Odehrané zápasy; V = Vítězství; R = Remízy; P = Prohry; VG = Vstřelené góly; OG = Obdržené góly; B = Body; (S) = Mužstvo sestoupivší z vyšší soutěže; (N) = Mužstvo postoupivší z nižší soutěže (nováček)

|  | Postup do Divize D 2010/11                           |
|  | Sestup do I. A třídy Zlínského kraje – sk. A 2009/10 |